# John Ketcham
Pour les articles homonymes, voir Ketchum.
 (février 2009).
Si vous disposez d'ouvrages ou d'articles de référence ou si vous connaissez des sites web de qualité traitant du thème abordé ici, merci de compléter l'article en donnant les références utiles à sa vérifiabilité et en les liant à la section « Notes et références ».
John Ketcham (parfois orthographié Catchum ou Ketchum), est un américain d'origine britannique ayant vécu dans le Massachusetts au XVIIe siècle. Son pendant fictif, John Jeremy Ketcham, apparaît dans la littérature et au cinéma comme un sorcier maléfique. Chassé de Salem pour sorcellerie, il se serait installé à Amityville dans l'actuel État de New York. Selon les recherches effectuées par George Lutz, le passage d'un John Ketcham à Salem au XVIIe siècle est probable mais il n'existe aucune source prouvant qu'il se serait livré à la sorcellerie ou aurait dû fuir Salem contre son gré.

## Légende moderne et personnage de fiction
John Ketcham aurait construit une résidence sur le site actuel de la maison où a eu lieu la tuerie d'Amityville, qui a fait six morts en 1974. Il aurait construit cette résidence officiellement pour qu'elle serve de foyer à des Amérindiens mais la légende veut qu'il les y aurait en fait torturés à mort pour ensuite jeter une dizaine de cadavres dans le lac d'Amityville. Il se serait finalement suicidé dans la cave de la maison, se tranchant la gorge pour hanter les lieux à jamais.
Ce mythe fondateur mélangeant sorcellerie et massacres apparaît uniquement dans le film Amityville de 2005. Le personnage de fiction présent dans le film, John Jeremy Ketcham, est issu de deux sources. Tout d'abord, le livre The Amityville Horror, best-seller basé sur les témoignages controversés de la famille Lutz - qui a habité la maison juste après le sextuple meurtre de la famille DeFeo - et apparemment fortement romancé par son auteur, Jay Anson, mais néanmoins présenté comme authentique. Ce livre place le dénommé Ketcham sur les lieux du drame au XVIIe siècle, lui inventant un passé de sorcier en exil à Amityville. Anson explique en outre que Ketcham est peut-être enterré quelque part sur la propriété. Enfin, le parapsychologue Hans Holzer, qui visite la maison en 1977 et écrit plusieurs ouvrages sur la tuerie et ses causes, voit dans les événements « inexplicables » dont les Lutz affirment avoir été témoins la conséquence de la localisation de la maison : selon lui, le chef Amérindien Rolling Thunder est enterré quelque part sous l'édifice et a incité le fils aîné des DeFeo à tuer sa famille.
Selon plusieurs légendes urbaines modernes, la maison d'Amityville serait à présent hantée par les esprits des Amérindiens torturés, par l'âme maudite de John Ketchum, par le plus jeune fils des DeFeo (et non par Jody qui est un personnage fictif du film Amityville, la maison du diable et de son remake) ou encore par le Diable.